# Ulsteinvik
Ulsteinvik è una località della Norvegia, situata nel Vestlandet e in particolare nella contea di Møre og Romsdal e nel comune di Ulstein.
Ulsteinvik, che si trova a circa 23 km da Ålesund, ha ricevuto lo status di città nel 2000.